# Ніссе (Нідерланди)
Ніссе (нід. Nisse) — село в нідерландській провінції Зеландія. Входить до муніципалітету Борселе.
Його площа становить 9,98 км², а населення станом на 2021 рік складало 615 осіб.
До 1970 року мало статус окремого муніципалітету.

## Галерея

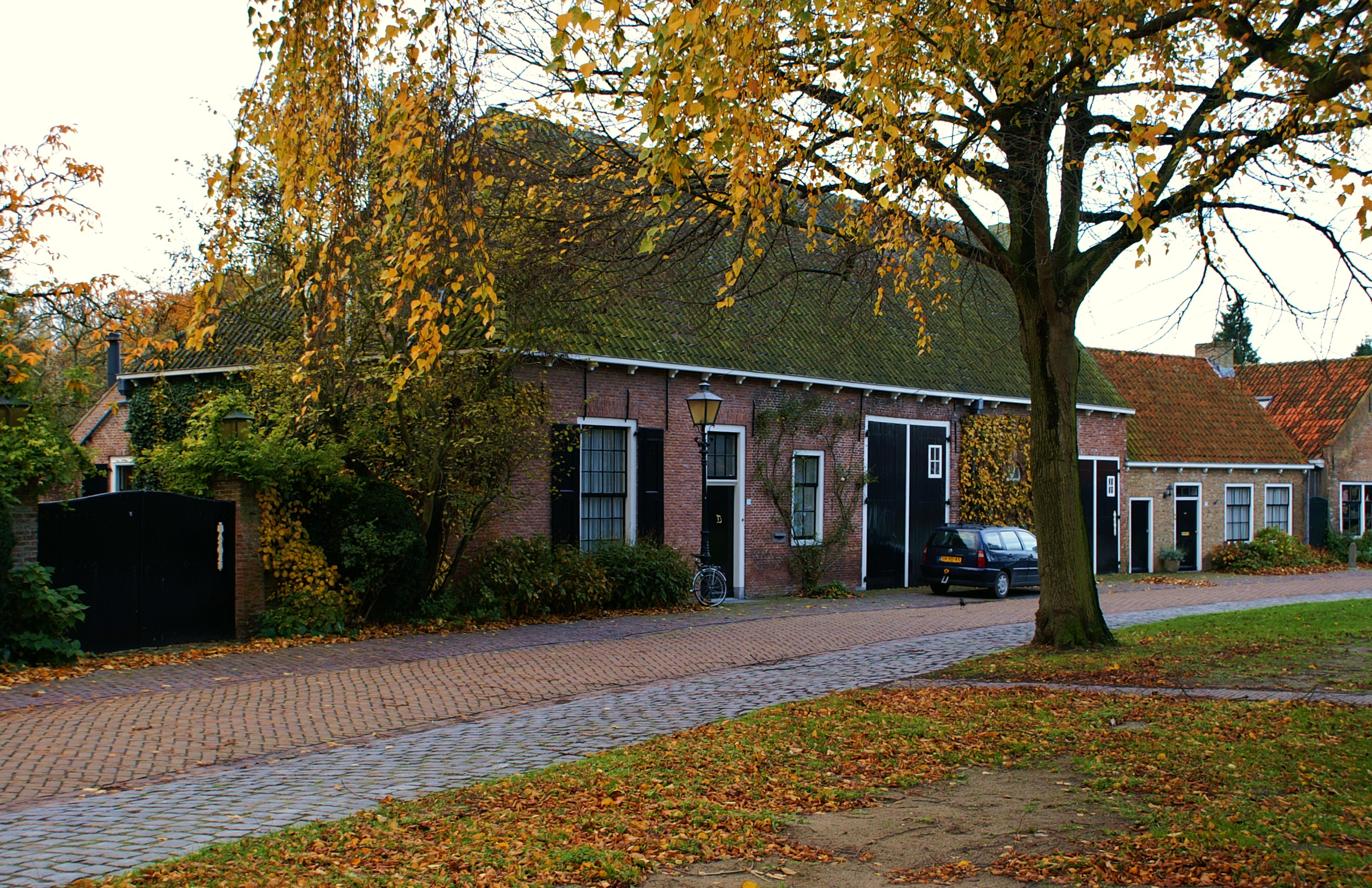
Ферма у Ніссе
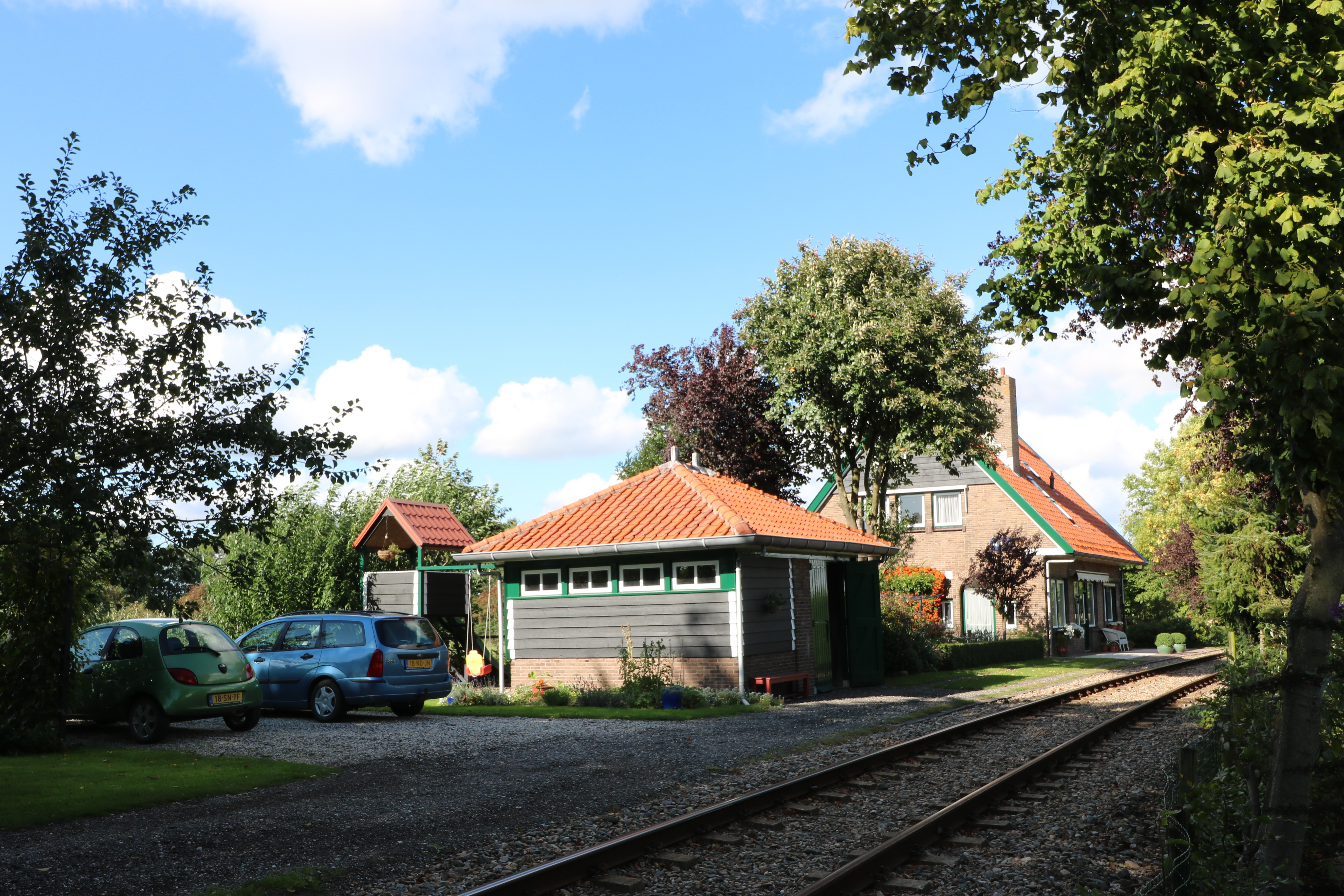
Будівля колишньої залізничної станції
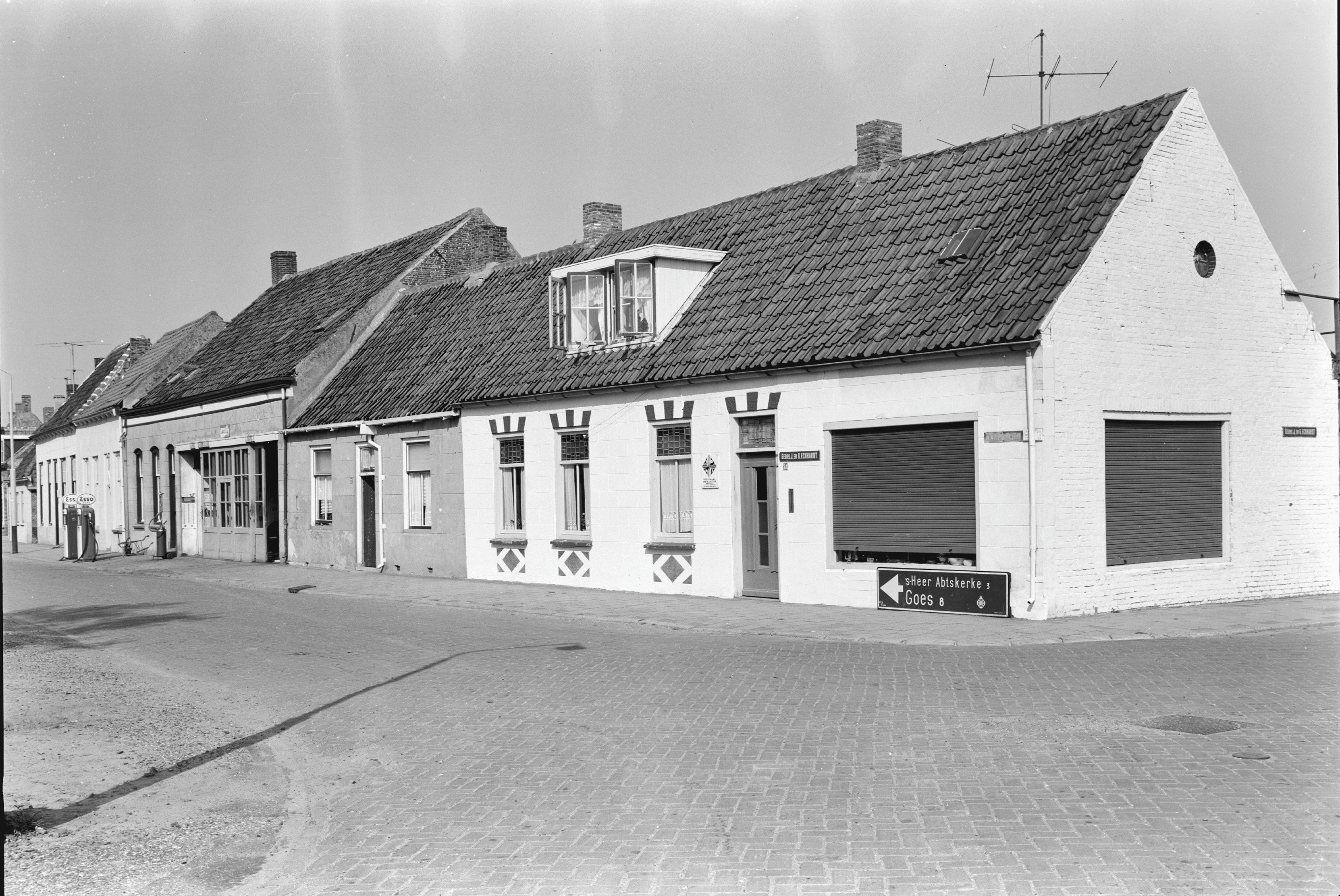
Вулична панорама (1964)